# حكومة بهجت التلهوني الرابعة
حكومة بهجت التلهوني الرابعة هي الحكومة الخامسة والخمسون من حكومات المملكة الأردنية الهاشمية. شكّل بهجت التلهوني الحكومة في 7 أكتوبر عام 1967م، بتكليف من ملك الأردن الحسين بن طلال. وقد حلّت الحكومة في 24 مارس 1969.

## وصلات خارجية
- موقع رئاسة الوزراء